# Guna Yala
Guna Yala, tot 28/09/2013 Kuna Yala,  tot 23/12/1998 San Blas, is een autochtonengebied (comarca) in Panama met de status van provincie, waar de Kuna-indianen leven. De naam Guna Yala betekent ook letterlijk Guna-land of Guna-berg. Het gebied stond tot 1998 bekend als San Blas. 
Het gebied werd in 1938 gesticht uit de provincies Colón en Panama. De oppervlakte van Guna Yala bedraagt 2538 km² en er wonen 33.109 mensen (2010).
Het is ook de enige gemeente (in Panama un distrito genoemd) in de provincie, bestaande uit de vier deelgemeenten (corregimiento) Narganá (de hoofdplaats, cabecera), Ailigandí, Puerto Obaldía en Tubualá.

## Foto's

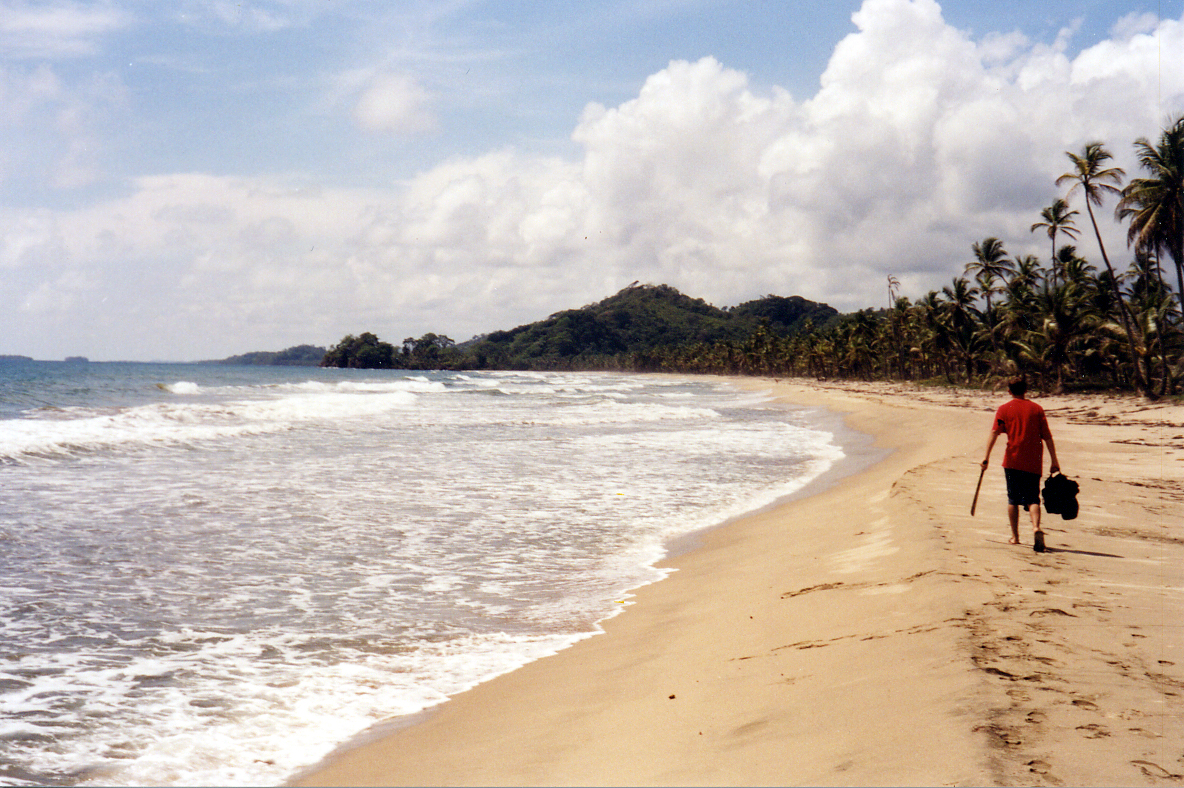
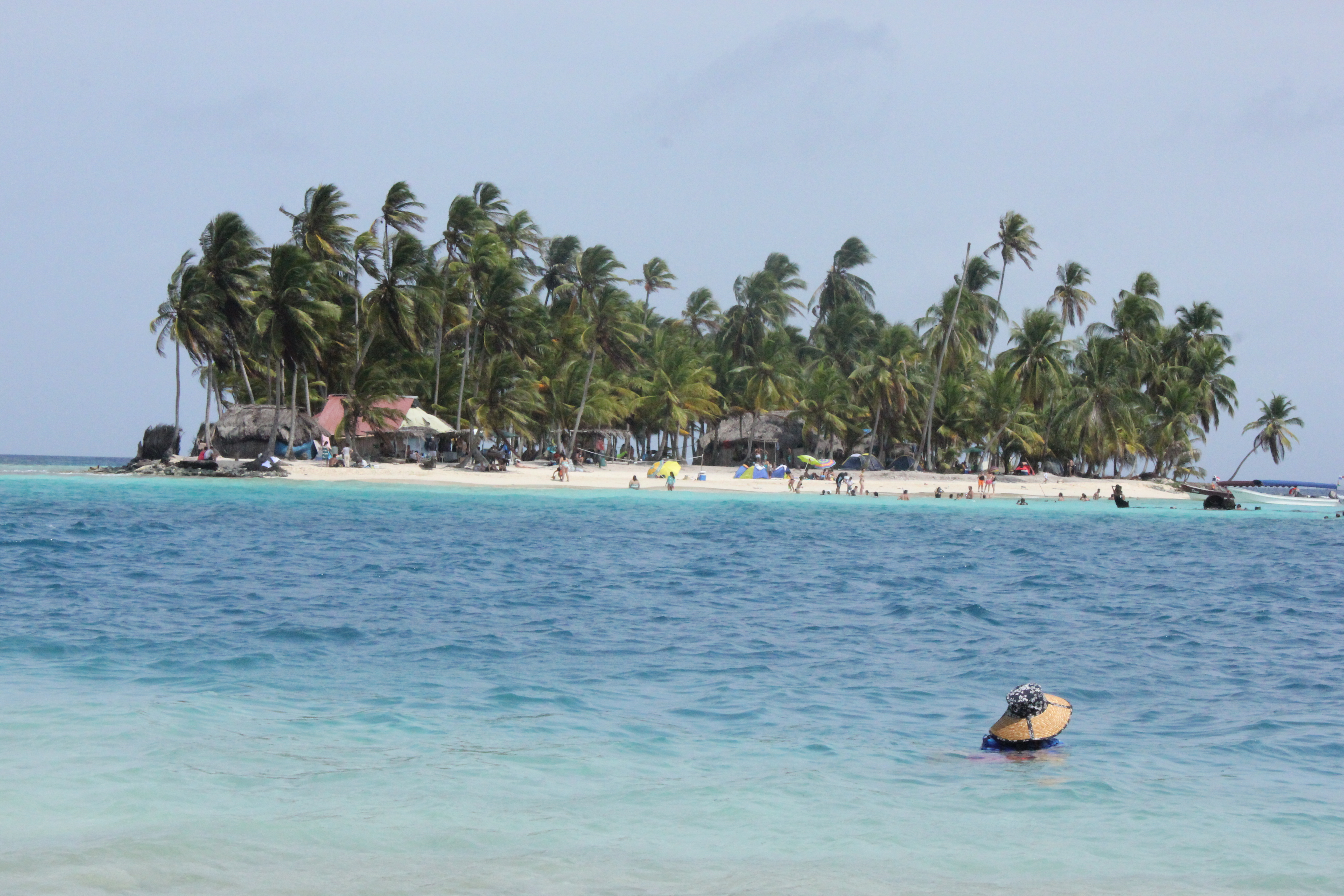
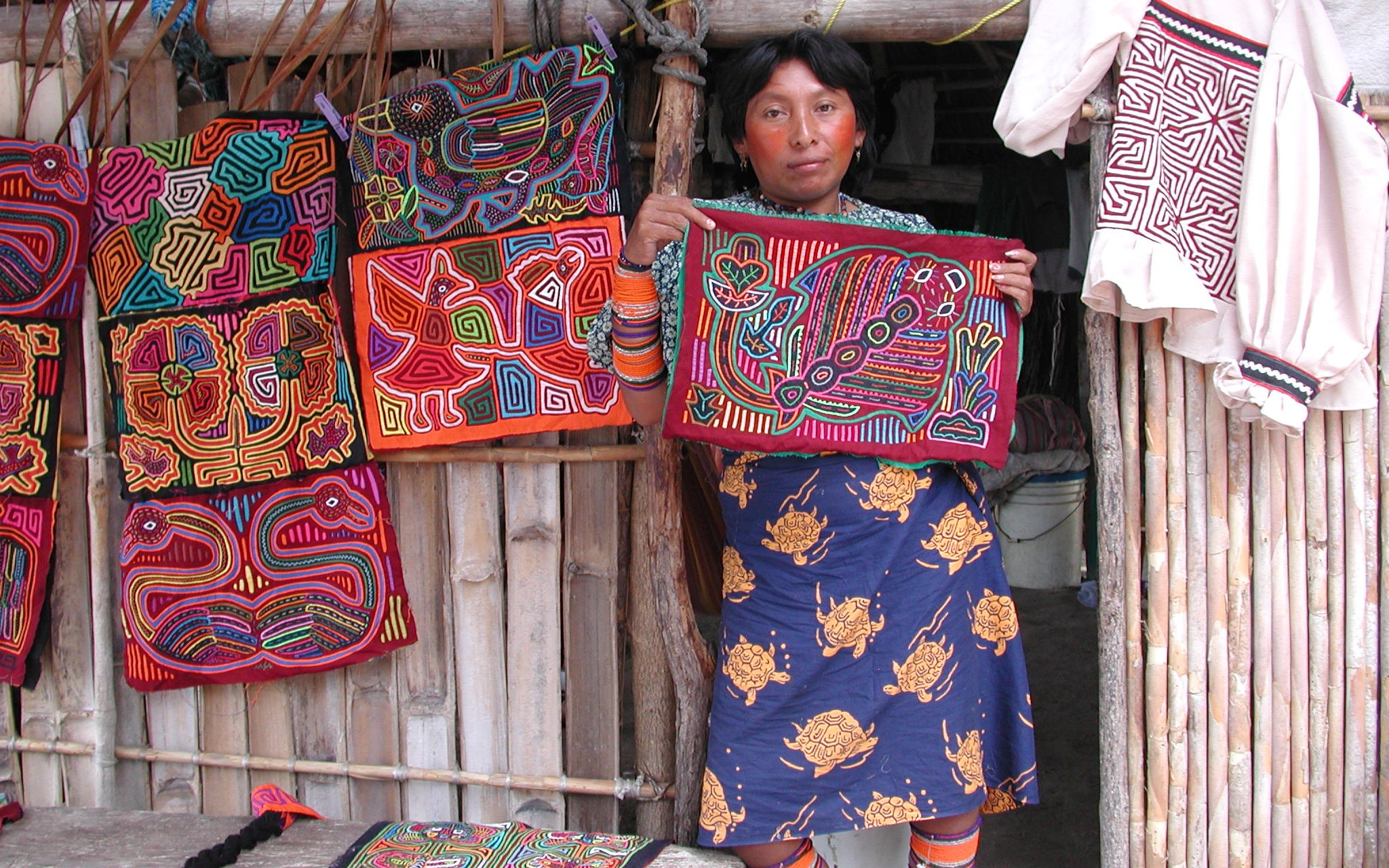
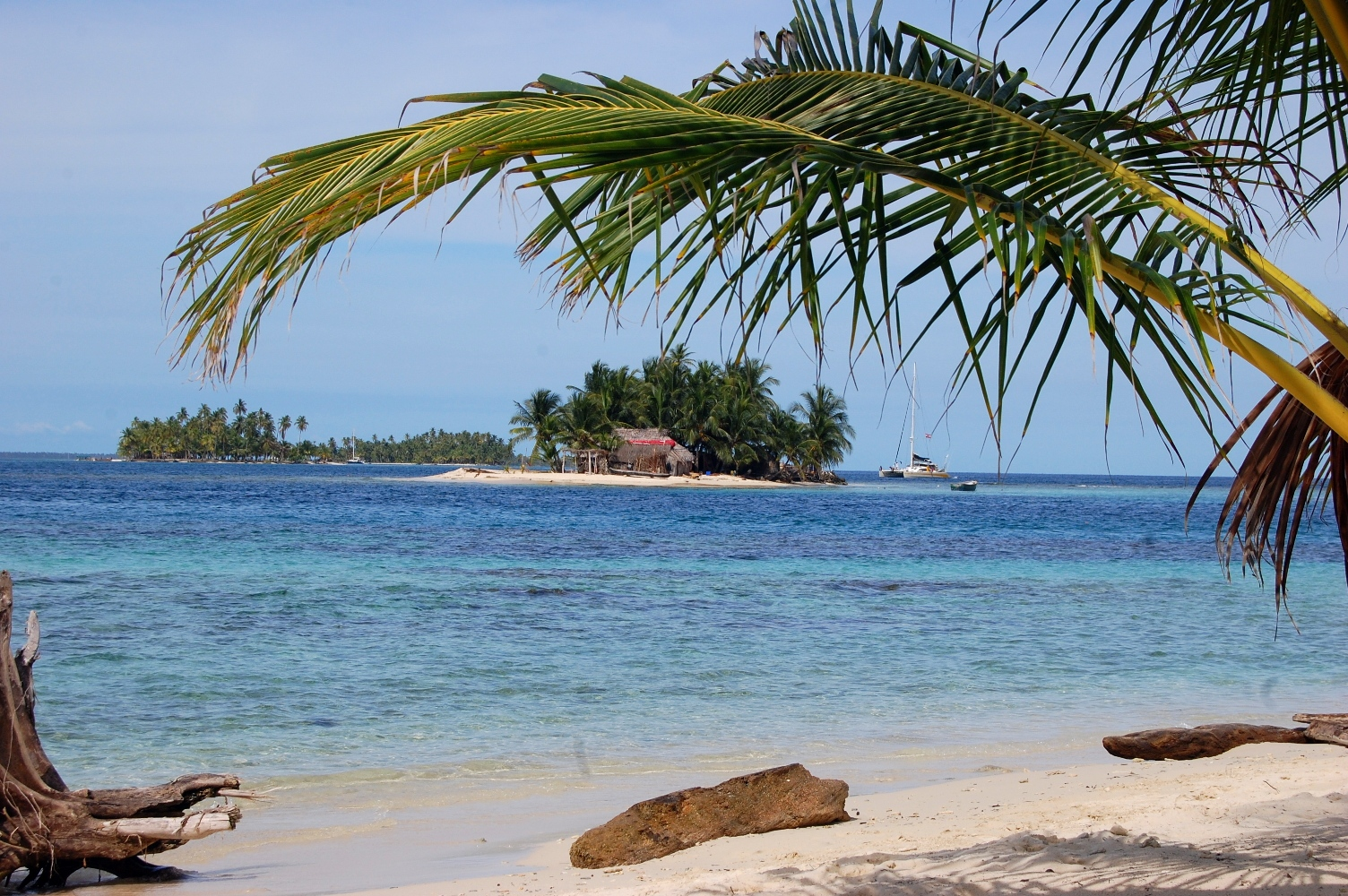